# Televisão na Romênia
A televisão na Romênia começou em agosto de 1955. A televisão estatal começou a transmitir em 31 de dezembro de 1956. O segundo canal de televisão se seguiu em 1968, mas entre 1985 e 1990, havia apenas um canal romeno antes do retorno do segundo canal. As emissoras privadas chegaram em dezembro de 1991, com o SOTI, que foi a primeira estação de televisão privada na Europa Central e Oriental. A Romênia tem as maiores taxas de penetração de televisão paga do mundo, com mais de 98% de todas as residências assistindo televisão por cabo ou satélite.

## Mercado de televisão
O mercado romeno é dominado por dois grandes grupos, PRO TV Group e ANTENA TV Group, com PRO TV e Antena 1 como canais principais e Kanal D também ganham audiência a partir de 2014 como o terceiro canal. Existem mais de 50 canais exibindo anúncios, sendo a televisão de 2015 o melhor tipo de publicidade na Romênia. Mais de 80% da receita da publicidade é obtida por três players: 35% (48% GRP) do PRO TV Group, 26% do ANTENA TV Group, 10% do Kanal D e 29% (15% GRP) dos demais canais.

## Televisão terrestre
A Romênia é o único estado da UE que não terminou a transmissão analógica por causa do baixo interesse na televisão terrestre. Testes começaram MPEG4 DVB-T em 2005 com dois canais em Bucareste e um em Sibiu. Ele transmite canais públicos (incluindo um em HD) e por um tempo limitado um canal de televisão comercial (geral, notícias e música) até setembro de 2016. Em 23 de julho de 2013, a PRO TV, o maior canal de televisão, passou da televisão paga para a televisão paga. A ANCOM cancelou o leilão de multiplexes em 2011 e adiou a passagem para o dia 17 de junho de 2015. Desde junho de 2015, apenas o TVR 1 continua a transmitir a versão analógica até 31 de dezembro de 2016, sendo novamente adiado para 31 de dezembro de 2018. O resto das emissões analógicas foram encerradas.
A ausência e a falta de implementação do DVB-T na Roménia é de alguma forma controversa, uma vez que muitas pessoas suspeitam que este atraso e a adoção do DVB-T2 são forçados apenas a sustentar o interesse dos fornecedores de cabo e DTH, também a falta de interesse as emissoras obrigadas a prover canais terrestres são muito criticadas, mas a principal operadora de DVB-T na Romênia é a SNR, que se diz ser responsável por isso.
Em setembro de 2016, a Romênia desativou as transmissões DVB-T, que eram experimentais, e mudou para a tecnologia DVB-T2. Ctríticos apareceram na imprensa sobre atrasos, que isso será uma razão para os 20% das famílias que estavam recebendo televisão terestrial gratuita migrarem para as operadoras de cabo e satélite.

## Televisão por satélite
Depois do cabo, as assinaturas de satélites estão em segundo lugar, e são populares principalmente nas áreas rurais, onde a televisão a cabo e as redes de fibra óptica não estavam amplamente disponíveis na segunda metade dos anos 2000. Os principais operadores são: Tekekom TV, DIGI, Focus Sat operado pela UPC Romania (que foi a primeira plataforma de DTH na Romênia), Free Sat e Orange operada pela Orange Romania. A maioria dos provedores está oferecendo um pequeno número de canais HD (até 10 canais), exceto o Focus Sat (20 canais) e o Orange, que é focado em transmissão HD com 50 canais. O Focus Sat e o FreeSat são serviços pré-pagos e também podem ser usados com um CAM e um cartão inteligente. As plataformas de DTH extintas são: Boom TV e AKTA Satelit, que foram adquiridas pela Romtelecom, hoje Telekom Romania.

## Audiência dos canais
Dada a extensa cobertura por cabo da Roménia, muitos canais recebem parcelas de visionamento consideráveis. Pro TV é o canal mais visto. Os dados das classificações são medidos pela TNS-AGB International (2005-2007) e pela GfK Romania (2008-2011) em nome da ARMADATA S.R.L.